# T-20 Komsomolec
Tahač kanónů T-20 Komsomolec (rusky бронированный гусеничный тягач "Комсомолец" Т-20) vznikl na základě požadavku Rudé armády na tahač, který by byl schopen vléci protitankové a plukovní kanóny ráží 37 a 76,2 mm. Prvním z těchto strojů byl tahač Pioněr, kterého bylo vyrobeno kolem 50 kusů, ovšem tomuto typu chyběla odpovídající ochrana obsluhy. Roku 1937 byla zhotovena konstrukce pancéřového tahače, který byl založen na komponentech plovoucího tanku T-38. Tento tahač děl byl do výzbroje zařazen pod názvem T-20 a dostal bojové jméno Komsomolec.

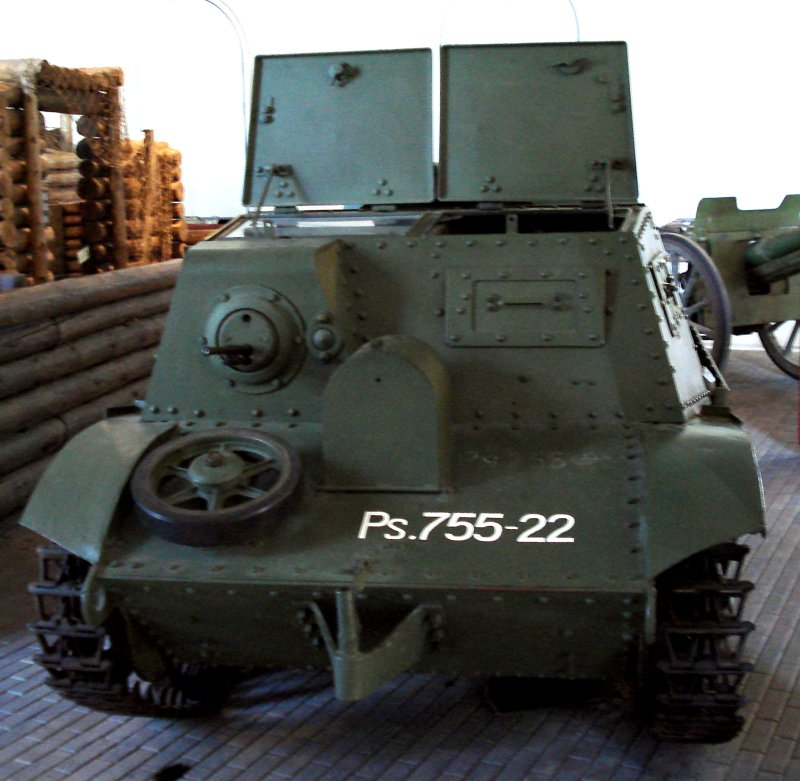
Armádní traktor Komsomolec v muzeu v Helsinkách

Podvozek tahače sestával ze čtyř spárovaných pojezdových kol, předního hnacího a zadního napínacího kola a dvou kladek. Stroj poháněl benzínový motor GAZ-AA o výkonu 40 k, pozdější série měly modernější GAZ-M1 o výkonu 50 koní. Převodovka měla čtyři rychlosti vpřed a jednu vzad, tahač mohl vléci třítunový náklad rychlostí 2,5 km/h. Osádka se skládala ze dvou mužů – řidiče a velitele vozu, který byl zároveň střelcem. Za kabinou byl přepravní prostor, kde se mohlo přepravovat šest osob na sklopných sedačkách, případně mohl být tento prostor využit jako nákladový. Nad tímto prostorem se dala napnout plachta. Sériová výroba T-20 byla zahájena v listopadu 1937, přičemž docházelo k postupné modernizaci. Produkce bylo ukončena v létě 1941, celkem bylo vyrobeno 7780 kusů.
Na podvozku T-20 vzniklo i samohybné dělo ZiS-30.

## Bojové užití
Tahače T-20 byly používané ve válkách s Japonci u jezera Chasan v roce 1938 a u řeky Chalchyn v roce 1939. Dále byly užity v Zimní válce, invazi do Polska a ve Velké vlastenecké válce.